# Elstergebirge

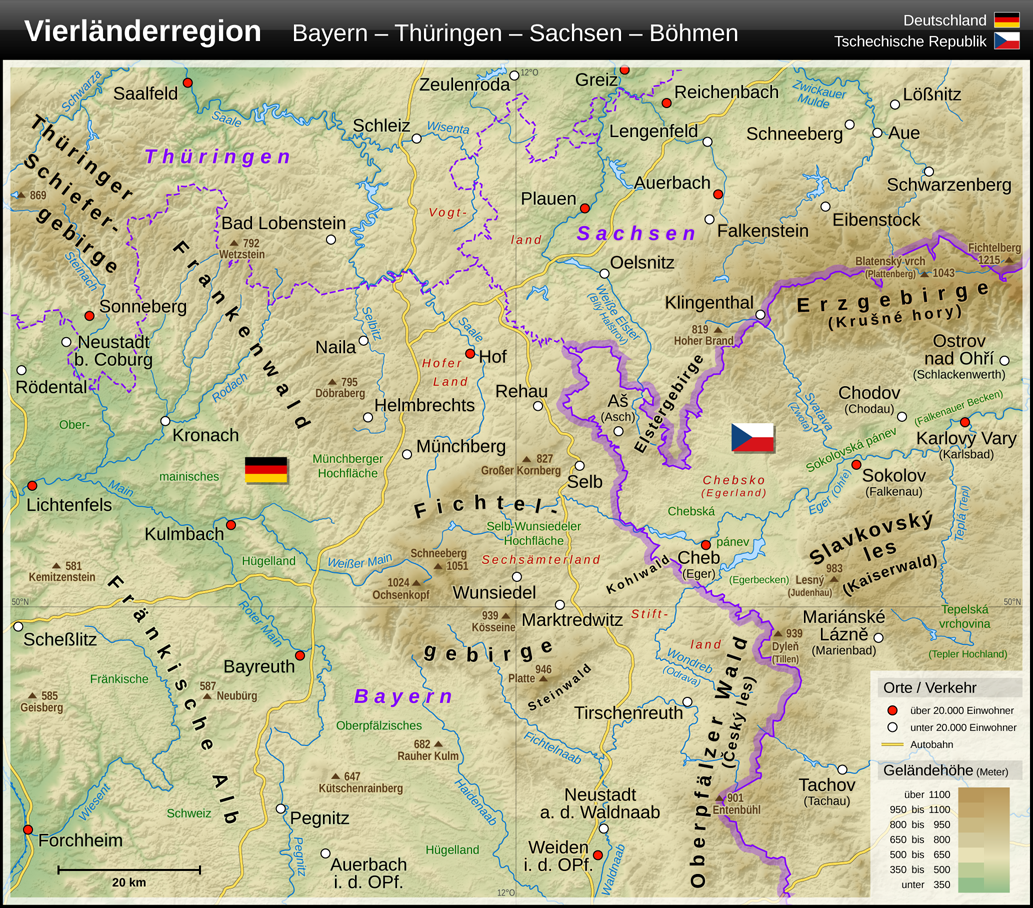
Karta över området

Elstergebirge är en liten bergsregion som ligger på gränsen mellan Tyskland och Tjeckien. Regionen har fått sitt namn från den 250 km långa floden Weiße Elster som upprinner där. I Tjeckien räknas regionen ibland som en del av Fichtelgebirge.

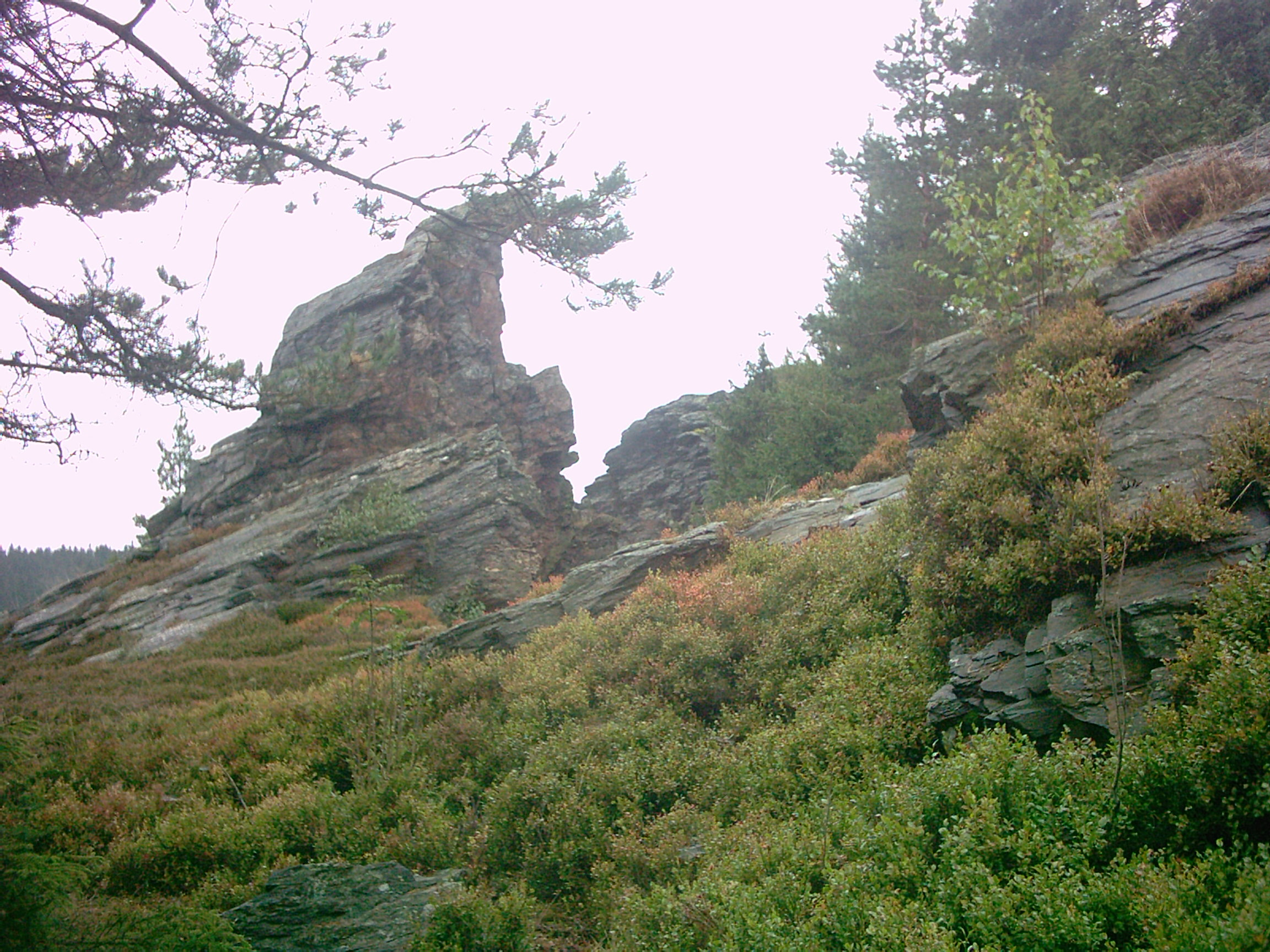
Vysoký kámen är Tjeckiens västligaste klippa för bergsklättring

Området begränsas i öst av Erzgebirge och i väst av Fichtelgebirge. I syd ansluter en större sänka som är uppkallad efter den tjeckiska staden Cheb - Chebská pánev.
Elstergebirges högsta toppar är Hoher Brand (805 meter över havet), Vysoký kámen (tyska: Hoher Stein, 773 m), Háj u Aše (Hainberg, 758 m) och Kapellenberg 757 m.